# Gaetà Huguet Segarra
Pour les articles homonymes, voir Gaetà Huguet.
Gaetà Huguet Segarra (en catalan) ou Cayetano Huguet Segarra (en castillan), né à Castellón de la Plana en 1882 et mort dans la même ville en 1959, est un militant valencianiste espagnol.
Il est fils de l'homme politique et écrivain Gaetà Huguet Breva (1882-1959).